# 新城県 (江蘇省)
新城県（しんじょう-けん）は中華人民共和国江蘇省淮安市にかつて存在した県。現在の淮安区西部に相当する。

## 歴史
1269年（咸淳5年）、南宋に設置された。1283年（至元20年）に元朝により廃止された。